# Gianni Montanari
Gianni Montanari (geboren am 23. März 1949 in Piacenza, Italien; gestorben am 19. Oktober 2020 ebenda) war ein italienischer Science-Fiction-Autor, Übersetzer und Herausgeber.

## Leben
Montanari studierte Anglistik und graduierte 1977 mit Ieri il futuro. Origini e sviluppo della fantascienza inglese, einer Arbeit über Ursprung und Entwicklung der britischen Science-Fiction. Er war damals bereits seit 1968 als SF-Autor aktiv, als seine erste Kurzgeschichte Problema di sopravvivenza erschien. 1970 erschien die Kurzgeschichte Ad Maiorem Dei Gloriam in der zusammen mit Gianfranco de Turris und Vittorio Curtoni herausgegebenen Anthologie Destinazione uomo: Tendenze della SF italiana, die zugleich Nummer 113 des SF-Magazin Galassia war, dessen Herausgeber er neben Vittorio Curtoni wurde, von 1975 bis 1979 war er der alleinige Herausgeber. Weitere Anthologien folgten und von 1986 bis 1989 gab er die Anthologienreihe Millemondiestate heraus.
Er war ein Vertreter der italienischen Ausprägung der New Wave in der Science-Fiction, was sich stark in seinem ersten Roman Nel nome dell’uomo („Im Namen des Menschen“, 1971) zeigt, in dem ein undurchdringlicher Nebel sich über die Erde legt, dessen Ursache unbekannt bleibt, und auch weniger interessiert an den psychologischen Auswirkungen eines solchen Phänomens auf die Menschen, was am Beispiel von fünf Personen demonstriert wird, die von der Außenwelt abgeschnitten in zwei Häusern leben und konfrontiert sind mit seltsamen Schatten, die durch die Zimmer huschen, zerspringenden Scheiben und plötzlich auftretenden übersinnlichen Fähigkeiten.
In Montanaris zweitem Roman La sepoltura (1973) geht es um das Auftauchen von Mutanten mit übersinnlichen Fähigkeiten, welche diese jedoch nicht kontrollieren können und die verfolgt, eingesperrt und unmenschlich behandelt werden. Der Protagonist kehrt nach längerer Zeit im Ausland nach Italien zurück, um sich an seinem Vater zu rächen, der die Mutter denunziert und in den Tod getrieben hat.
Montanaris dritter Roman Daimon (1978) wurde auch ins Deutsche übersetzt. Er handelt in einer unbestimmt zwischen Mittelalter und Zukunft existierenden Festung Labùla, in der das ganze Leben von den strengen Regeln des unverständlichen Kultes der titelgebenden Gottheit Daimon bestimmt ist. Meister Jockan ist der Herrscher von Labùla, unangefochten, bis auf den Historiker Nagal, den Hüter der Religion, dessen geheimes Wissen sich Jockan entzieht, der wiederum sich mit seltsamen Zeichen und Hinweisen konfrontiert sieht und sich fragt, ob er den Hinweisen folgen soll oder ob das Ketzerei ist. Die Begegnung mit einer rätselhaften Kreatur an einem heiligen Monteleone-Baum bringt die Entscheidung und Jockan beschließt, das außerhalb von Labùla gelegene Unbekannte zu erforschen. Diese Entscheidung führt dann zur fatalen Konfrontation mit Nagal und letztlich zur Entdeckung des wirklichen Wesens von Daimon. Der Roman gilt als gelungene Verbindung von Fantasy und New-Wave-Science-Fiction.
Außerdem war Montanari Herausgeber der Buchreihen Science Fiction Book Club (1976–1979) und „Fantapocket“ Longanesi (1978–1980) und ein produktiver Übersetzer. Im Hauptberuf war er Lehrer. Er starb im Oktober 2020 im Alter von 71 Jahren.

## Bibliografie
Romane
- Nel nome dell’uomo (1971)
- La sepoltura (1973)
- Daimon (1978)
  - deutsch: Daimon. Heyne SF&F #4272, 1986, ISBN 3-453-31252-X.

Kurzgeschichten
- Problema di sopravvivenza (1968)
- Gap (1970)
- Ad Maiorem Dei Gloriam (1970)
  - deutsch: Ad Maiorem Dei Gloriam. In: Wolfgang Jeschke (Hrsg.): Das Gewand der Nessa. Heyne SF&F #4097, 1984, ISBN 3-453-31057-8.
- Quando soffia il vento e la sabbia brucia (1970)
- Fenice, i tuoi occhi di cristallo? (1971)
- C’era l’Italia e c’erano gli eroi (1972)
- All’ombra degli dei (1972)
- Serpentina (1973)
- Logica del murice (1977)
- Carne di Stato (1978)
  - deutsch: Staatliches Fleisch. In: Wolfgang Jeschke (Hrsg.): Schöne nackte Welt. Heyne SF&F #4380, 1987, ISBN 3-453-31375-5.
- Universo e Dintorni (1978)
- Lassù, sul fondo (1979)
- Tutto l’amore del mondo (1981)
- S come spia. 1981.
  - deutsch: S wie Spion. In: Wolfgang Jeschke (Hrsg.): Die Pilotin. Heyne SF&F #5160, 1994, ISBN 3-453-07775-X.
- I ciechi delle stelle (1983)
- Una notte di marmo bianco (1983)
- L come Liquidatore (1985, nur in deutscher Übersetzung)
  - deutsch: L wie Liquidator. In: Wolfgang Jeschke (Hrsg.): L wie Liquidator. Heyne SF&F #4410, 1987, ISBN 3-453-00419-1.
- Figli dell’uomo (1986)

Anthologien (als Herausgeber)
- Destinazione uomo: Tendenze della SF italiana (1970, mit Gianfranco de Turris und Vittorio Curtoni)
- C’era una volta un mondo (1971, mit Vittorio Curtoni)
- Amore a quattro dimensioni: Fantamore all’italiana (1971, mit Vittorio Curtoni and Gianfranco de Turris)
- Fanta-Italia: sedici mappe del nostro futuro (1972, mit Gianfranco de Turris und Vittorio Curtoni)
- L’eternità e i mostri (1972, mit Vittorio Curtoni)
- I mostri in soffitta (1976)
- Oltre le tenebre (1976)
- Maturità (1977)
- La valle degli dei (1977)
- A doppio taglio (1978)
- Il creatore di lune (1979)
- Horroriana (1979)
- Millemondiestate 1986: 3 Romanzi brevi e 15 Racconti (1986)
- Millemondinverno 1986: 4 Romanzi brevi e 14 Racconti (1986)
- Millemondiestate 1987: 3 Romanzi brevi e 13 Racconti (1987)
- Millemondinverno 1987: 3 Romanzi brevi e 13 Racconti (1987)
- Millemondiestate 1988: 2 Romanzi brevi e 13 Racconti (1988)
- Millemondinverno 1988: 3 Romanzi brevi e 12 Racconti (1988)
- Millemondiestate 1989: 3 Romanzi brevi e 9 Racconti (1989)

Sachliteratur
- Ieri il futuro. Origini e sviluppo della fantascienza inglese (1977)